# Said Afandi al-Chirkawi
Said Afandi al-Chirkawi, (en avar: ЧӀикӀаса СагӀид афанди, en ruso: Шейх Саид афанди аль-Чиркави), (21 de octubre de 1937 - 28 de agosto de 2012) fue un prominente erudito en Madhab Shāfi‘ī y un maestro espiritual, o "Murshid Kamil". Fue asesinado por una terrorista suicida el 28 de agosto de 2012.

## Biografía
Al-Chirkawi nació en 1937 en la localidad de Chirkey, Buynaksky Distrito, Daguestán. Era un erudito islámico, un líder espiritual del Daguestán musulmán y Sufi Shaykh de Naqshbandi y Shazali tariqah s. Decenas de miles de musulmanes se reúnen anualmente en Chirkey la fraternidad majlis Mawlid celebraciones - que fueron organizadas por Afandi. El 28 de abril de 2012 más de 300.000 personas de todas partes de Rusia y en el extranjero estuvieron presentes en la reunión anual.

## Publicaciones
Los libros y artículos de Said Afandi son traducidos al ruso y avar.

### Libros en idioma ruso
- Сокровищница благодатных знаний (Махачкала, 2010).[4]
- История пророков, том 1 (Махачкала, 2009).[5]
- Сборник выступлений шейха Саида Афанди аль-Чиркави (Махачкала, 2009)
- Современность глазами шейха Саида-Афанди (Махачкала, 2010).[6]
- История пророков, том 2 (Махачкала, 2011).
- Побуждение внять призыву Корана, в 4 томах (Махачкала, 2007).[7]

### Libros en idioma avar
- Назмаби
- Къураналъул ахӀуде гӀавамал кантӀизари
- Къисасул анбияъ
- МажмугӀатуль фаваид